# 일요명화
《일요명화》는 대한민국의 SBS에서 방송되었던 일요일 낮 시간대 영화 프로그램이다.

## 역사
1991년 12월 9일 SBS 개국과 함께 신설되어, 매주 일요일 밤에 국내외 다양한 영화를 방영하며 시청자들에게 큰 인기를 끌었다. 해당 프로그램은 당시 지상파 방송 3사의 주말 영화 프로그램 경쟁 속에서 SBS의 대표적인 영화 프로그램으로 자리매김하였으나, 방송 편성 전략 변화와 시청률 하락 등의 이유로 1997년 10월 19일 방송을 끝으로 폐지되었다.

## 같이 보기
- 월요시네마극장 (SBS)
- 화요시네마극장 (SBS)
- 일요특선 (KBS 2TV)
- 일요시네마 (EBS)